# Свети Илия (Пилеа)
Вижте пояснителната страница за други значения на Свети Илия.
„Свети Илия“ (на гръцки: Ιερός Ναός Αγίου Προφήτη Ηλία Πυλαίας Θεσσαλονίκης) е църква в гръцкото македонско градче Пилеа (Капуджилар), югоизточно предградие на Солун, част от Солунската епархия на Вселенската патриаршия, под управлението на Църквата на Гърция.
Храмът е разположен в центъра на Пилеа. Част от енорията са и храмовете „Св. св. Теодор Тирон и Теодор Стратилат“, „Рождество Богородично“ и „Трима Светители“.
Първата църква на мястото е построена в началото на XIX век. Поради бързото развитие на Капуджилар в началото на XX век се налага тя да бъде разрушена и нейно място да се построи нова. Строежът започва в 1926 година и на 28 ноември 1935 година храмът е осветен от митрополит Генадий Солунски. От старата църква е запазена единствено камбанарията, построена според каменния надпис в 1854 година и обявена за защитен паметник на културата.
Сегашният храм е трикорабна базилика с площ около 600 m2 и голяма женска църква. Корабите във вътрешността са разделени с два реда колони. През 80-те години на XX век храмът е разширен с добавянето на външен притвор с площ от 200 m2, в който има два параклиса на „Света Богородица Скоропослушница“ със стара, смятана за чудотворна икона и „Свети Пантелеймон“ със стара икона на светеца. Наосът е изписан през 90-те години на XX век, а женската църква в 2007 година. В 2006 година е позлатен иконостасът. В 2012 година започва премахването на външната мазилка и откриване на крисивата тухлена зидария на храма.
В интериора на храма от възрожденската църква са запазени два мраморни капитела, владишкият трон от 1837 година, голям проскинитарий от 1902 година и над 100 икони с различни размери и от различни автори и периоди, повечето от ΧΙΧ век. Част от иконите са в създадения през 2005 година енорийски църковен музей, останалите са в притвора, на иконостаса, проскинитариите и параклисите на храма.